# 434 км
434 км — железнодорожная будка (тип населённого пункта) в Елецком районе Липецкой области России. Входит в состав Архангельского сельского поселения

## География
Железнодорожная будка находится рядом с бесплатной частью федеральной трассы М4 «Дон».

### Часовой пояс
Железнодорожная будка 434 км, как и вся Липецкая область, находится в часовой зоне МСК (московское время). Смещение применяемого времени относительно UTC составляет +3:00.

## История
Населённый пункт появился при строительстве железной дороги. В селении жили семьи тех, кто обслуживал железнодорожную инфраструктуру.

## Население
| 2010 |
| ---- |
| 8    |

## Улицы
В населённом пункте имеется одна улица — Станционная.

## Инфраструктура
Путевое хозяйство. Действует железнодорожная платформа 442 км на линии Касторная-Новая — Елец.